# Wanzkaer See
Der Wanzkaer See in Mecklenburg-Vorpommern liegt im Landkreis Mecklenburgische Seenplatte auf dem Gebiet der Gemeinde Blankensee. Er ist ein sehr langgestreckter buchtenreicher ehemaliger Gletscherstausee und glazialer Rinnensee und somit in der Eiszeit entstanden. Der See liegt nordöstlich von Neustrelitz, teilweise im Landschaftsschutzgebiet Tollensetal. Er hat eine ungefähre Länge von rund 3,1 Kilometern und eine Breite von 900 Metern. Der See ist in zwei Teile gegliedert, die nur durch einen Straßendurchlass miteinander verbunden sind. Hier befindet sich der namengebende Blankenseer Ortsteil Wanzka. Der westliche Teil ist deutlich größer, aber auch flacher. Das Becken ist langgestreckt und hat im Norden und im Süden ausgeprägte Buchten. Im Westteil befindet sich eine Insel. Der östliche Teil des Sees (Fauler Sack) ist deutlich kleiner und tiefer und besitzt mit über 24 Metern die tiefste Stelle. Im Südosten befindet sich die Blankenseer Bucht mit gleichnamigem Ort.